# Kölner Treff

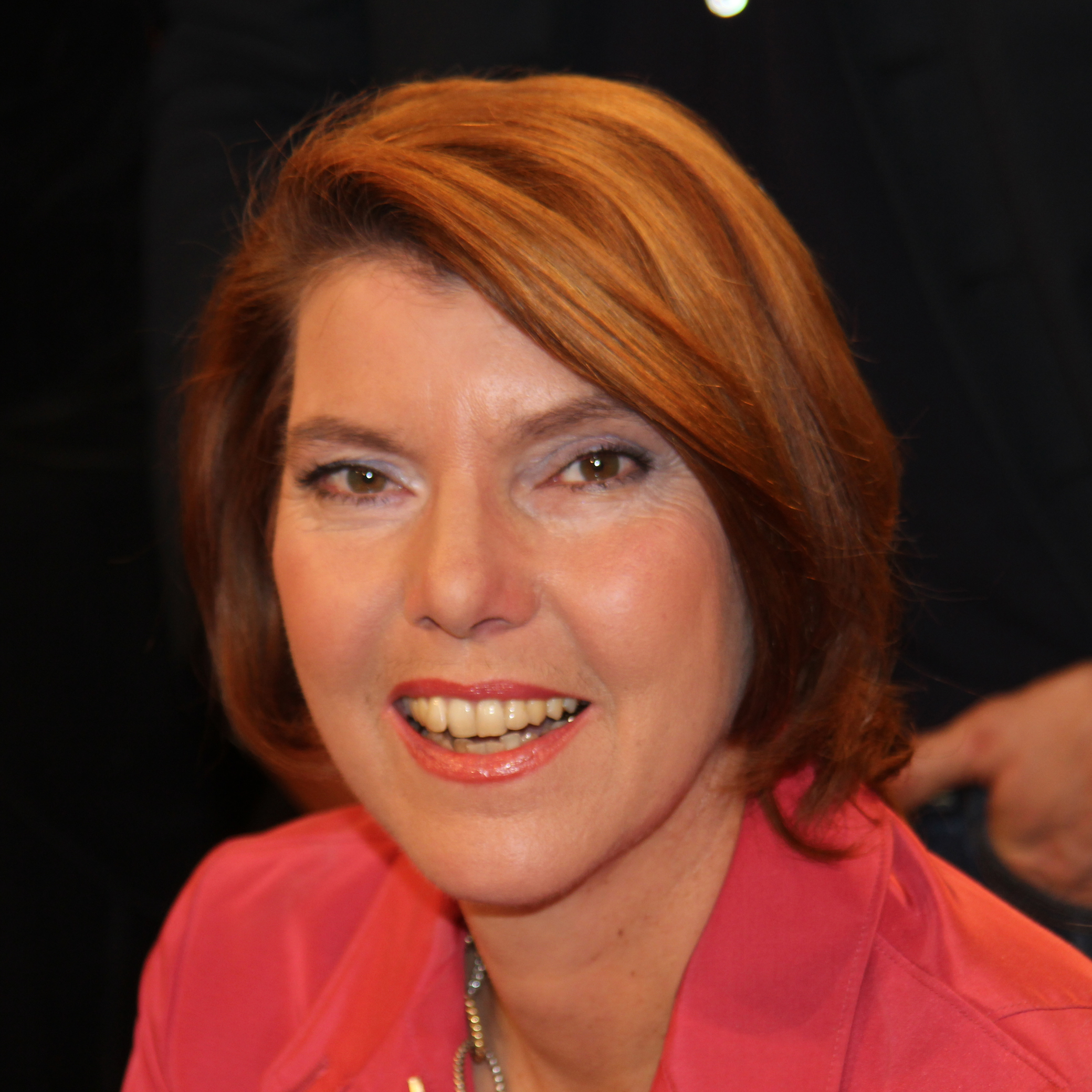
Moderatorin Bettina Böttinger, 2012

Kölner Treff ist eine Talkshow im WDR Fernsehen.

## Geschichte
Die Sendung geht auf das 1973 von Alfred Biolek vorgestellte Format Wer kommt, kommt zurück, das im Kölner Kabarett- und Kleinkunsttheater Senftöpfchen innerhalb von zwei Jahren 43 Mal präsentiert wurde. Die Erstausstrahlung der von Hans Joachim Hüttenrauch entwickelten Talkshow mit den ersten Moderatoren der Sendung, Dieter Thoma und Alfred Biolek, fand im Januar 1976 statt. Der Kölner Treff war eine der ersten Talkshows, in der nicht nur Prominente, sondern auch Privatpersonen zu Wort kamen.
Die beiden Moderatoren verstanden sich als „Außenseiter“ des Unterhaltungsbereichs, brachten aber unter anderem Kabaretterfahrung in die Sendung ein und erlaubten sich gelegentliche Schlenker zur Komik, was innerhalb des produzierenden WDR eher kritisch gesehen wurde. So musste sich Thoma für eine harmlose Elvis-Presley-Imitation sogar vor dem Rundfunkrat des WDR rechtfertigen.
Biolek blieb bis 1980, Thoma bis 1982 in der Talkshow. 1978 übernahm Elke Heidenreich die Moderation; 1983 wurde die Sendung vorübergehend eingestellt. Im September 1992 zeigte der WDR aus Anlass der Pensionierung von Thoma noch einmal einen Zusammenschnitt mit Höhepunkten aus der Show.

## Aktuelle Sendung
Seit März 2006 gibt es eine Neuauflage des Kölner Treff. Moderatorin war lange Zeit Bettina Böttinger, die auch schon zuvor Talkformate auf dem Sendeplatz am Freitagabend präsentierte. Nach insgesamt 30 Jahren verabschiedete sie sich im Oktober 2023. Bis zur Sommerpause 2006 wirkte auch Achim Winter als Moderator der Sendung mit. Seit 2017 moderieren Susan Link und Micky Beisenherz, die zunächst 2017 und 2018 durch den Kölner Sommer Treff führten. Im Februar 2022 moderierten einmalig Elena Uhlig und Sven Plöger die Talkshow. Anfang 2024 moderierten als Vertretung für Beisenherz Hans Sigl, Elke Heidenreich und Wayne Carpendale je einmal den Kölner Treff an der Seite von Link. Heidenreich kehrte damit nach über 40 Jahren noch einmal zur Sendung zurück. Anfang 2025 übernahm dreimal Anna Planken die Vertretung für Beisenherz.
Die Talkshow wird in den WDR-Studios in Köln-Bocklemünd, zeitweise auch in der Vulkanhalle in Köln-Ehrenfeld aufgezeichnet. Von Oktober 2019 bis November 2021 lief die Sendung unter dem Titel TALK am Dienstag im Wechsel mit 3 nach 9, NDR Talk Show, Hier spricht Berlin, Nachtcafé und Club 1 alle vier Wochen im Ersten.